# Шаханська селищна адміністрація
Шаха́нська селищна адміністрація (каз. Шахан кенттік әкімдігі, рос. Шаханская поселковая администрация) — адміністративна одиниця у складі Шахтинської міської адміністрації Карагандинської області Казахстану. Адміністративний центр — селище Шахан.
Населення — 7466 осіб (2021; 8289 у 2009, 12020 у 1999, 18552 у 1989).